# Leptochelia ignota
Leptochelia ignota is een naaldkreeftjessoort uit de familie van de Leptocheliidae. De wetenschappelijke naam van de soort is voor het eerst geldig gepubliceerd in 1884 door Charles Chilton.